# 卡普羅尼 Ca.4
卡普羅尼 Ca.4是由義大利飛機製造商卡普羅尼生產、用於第一次世界大戰的轟炸機。

## 概要
Ca.4是卡普羅尼公司在成功設計出卡普羅尼 Ca.3轟炸機後，所開發出外觀更巨大的機種。外型上Ca.4採用了三片飛行翼，武裝部份最多可裝配8架機槍。在一次大戰期間多用於夜間轟炸。
一次大戰結束後，Ca.4有改裝成民用航機供乘客使用，並曾有搭載乘客飛行米蘭至倫敦之間。
不過在1919年8月2日，由Ca.4改造的Ca.48民航機於維洛那發生空難、造成十來人死亡，是義大利史上第一件空難。

## 衍生機型

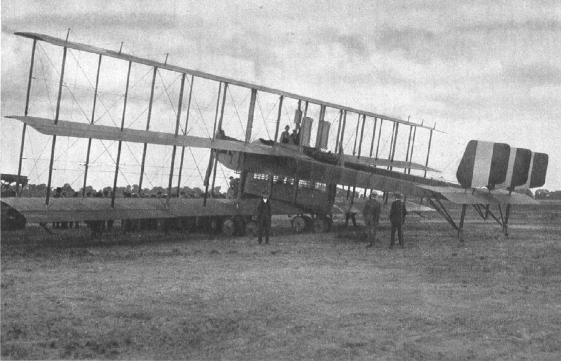
一架Ca.48飛行機

- 卡普羅尼 Ca.40（Caproni Ca.40）：此系列機種的原型機
- 卡普羅尼 Ca.41（Caproni Ca.41）：改裝效能達250或280馬力引擎的機種。
- 卡普羅尼 Ca.42（Caproni Ca.42）：將引擎能力提升至400馬力的機型。
- 卡普羅尼 Ca.43（{Caproni Ca.43）：改造成水上用的飛行艇。
- 卡普羅尼 Ca.48（Caproni Ca.48）：從原先Ca.42系列戰鬥機改造的民航機。
- 卡普羅尼 Ca.51（Caproni Ca.51）：改造機身尾端一帶架構。
- 卡普羅尼 Ca.52（Caproni Ca.52）：由Ca.42改裝。
- 卡普羅尼 Ca.58（Caproni Ca.58）：將Ca.48重新架上Isotta Fraschini V.6或Fiat A.14用引擎的機種。
- 卡普羅尼 Ca.59（Caproni Ca.59）：架構與Ca.58相同、但輸出給義大利以外國家的使用。

## 規格[4]

### 架構
- 全長：13.2（43英尺）
- 飛行翼寬度：29.9（98英尺）
- 機高：6.3（21英尺）
- 乘載重量：7,200（15,900磅）

### 效能
- 最快速度：每小時140（87英里）

### 武裝
- 4至8具6.5mm口徑FIAT Revelli機關槍
- 最多掛載1,450（3,200磅）炸彈